# Stazione di Retiro Mitre
La stazione di Retiro Mitre è una delle principali stazioni ferroviarie di Buenos Aires, capolinea della linea Mitre. La sua ubicazione è in plaza Fuerza Aérea Argentina, nel centrale barrio di Retiro.
La stazione è il capolinea della linea Mitre che unisce Buenos Aires con la sezione settentrionale e nord-occidentale della sua grande conurbazione.

## Storia
A seguito delle incendio che nel 1897 distrusse la vecchia stazione centrale, posta nei pressi della Casa Rosada, la compagnia britannica Central Argentine Railway decise di realizzare un nuovo terminal ferroviario più a nord, nella zona di Retiro. Il progetto fu affidato agli architetti britannici Eustace L. Conder, Roger Conder e Sydney G. Follett, e all'ingegnere Reginald Reynolds. I lavori di costruzione iniziarono nel giugno 1909 e furono ultimati cinque anni dopo. La facciata, le due grandi navate così come le biglietterie ed i locali adibiti ai servizi di ristorazione furono realizzati principalmente secondo i canoni del barocco edoardiano. Le due grandi volte in acciaio e vetro furono realizzate a Liverpool e assemblate in Argentina. La nuova stazione fu solennemente inaugurata il 2 agosto 1915 dal presidente argentino Victorino de la Plaza.
Nel 1948, con la nazionalizzazione delle ferrovie voluta da Perón, la sua gestione passò alla compagnia statale Ferrocarriles Argentinos. L'ormai ex rete della Ferrocarril Central Argentino fu ribattezzata linea Mitre, così come la stazione di Retiro che ne fungeva da capolinea.
Nei primi anni '90, con la privatizzazione della rete ferroviaria voluta dal presidente Carlos Menem, il servizio suburbano fu gestito da Trenes de Buenos Aires mentre quello a lunga tratta per Tucumán da Tucumán Ferrocarriles. Altre compagnie private che gestirono il trasporto ferroviario da Retiro Mitre furono Corredores Ferroviarios e Ferrocentral.
Fu proclamata monumento nazionale nel 1997. Nonostante questo importante riconoscimento, sul finire degli anni novanta la stazione versava in condizioni di abbandono e degrado.
Dall'ottobre 2014 la gestione del trasporto passeggeri di media e lunga tratta nella stazione di Retiro Mitre è tornato sotto la gestione diretta dello stato argentino mediante la compagnia Trenes Argentinos Operaciones. Nel marzo dell'anno seguente l'azienda statale ha preso in gestione anche il servizio di trasporto suburbano sulla linea Mitre.
A partire dal 2014 la stazione fu interessata da una lunga serie di lavori restauro che hanno riguardato il rifacimento dei pavimenti interni, l'illuminazione degli ingressi e delle banchine, la sistemazione delle vetrate delle navate e delle due volte.

## Movimento

### Treni suburbani
Dalla stazione di Retiro Mitre la compagnia statale Trenes Argentinos opera un servizio ferroviario suburbano (linea Mitre) verso José León Suárez, nel partido di General San Martín, Bartolomé Mitre (presso la cittadina di Olivos) e Tigre. Lungo la linea Mitre si effettuano anche corse per Zárate e Capilla del Señor, che tuttavia non partono direttamente da Retiro.

### Treni interurbani
Da Retiro Mitre partono treni interurbani e di lunga tratta per Rosario, Córdoba e Tucumán. Dal 30 gennaio 2019 questo servizio viene effettuato dalla vicina stazione di Retiro San Martín.

## Interscambio
La stazione di Retiro Mitre è servita dalle linee della metropolitana (Linea C e Linea E) e da numerose linee di autobus urbani e interurbani. È presente anche una stazione taxi.
A breve distanza sorgono anche le due stazioni ferroviarie di Retiro Belgrano e Retiro San Martín e la grande autostazione di Retiro.